# Maison de Barcelone
Pour les articles homonymes, voir Barcelone (homonymie).
La maison de Barcelone (en Catalan Casal de Barcelona) parfois nommée maison de Catalogne, est le nom de la dynastie fondée par Guifred le Velu comte de Barcelone, en 1137.
L'historiographie traditionnelle date l'extinction de la dynastie à la mort sans descendance masculine de Martin l'Humain en 1410,.
La maison de Barcelone descend d'une famille wisigothe de la région des Pyrénées, qui, après une alliance avec les armées franques de Charlemagne lors des guerres contre Al-Andalus, gouverna plusieurs territoires de la marche d'Espagne carolingienne après la construction de l'empire carolingien. L'hypothèse de Ramon d'Abadal, qui affirme que les comtes de Barcelone descendent par voie masculine d'une lignée du comte de Carcassonne ne trouve pas de consensus historiographique.

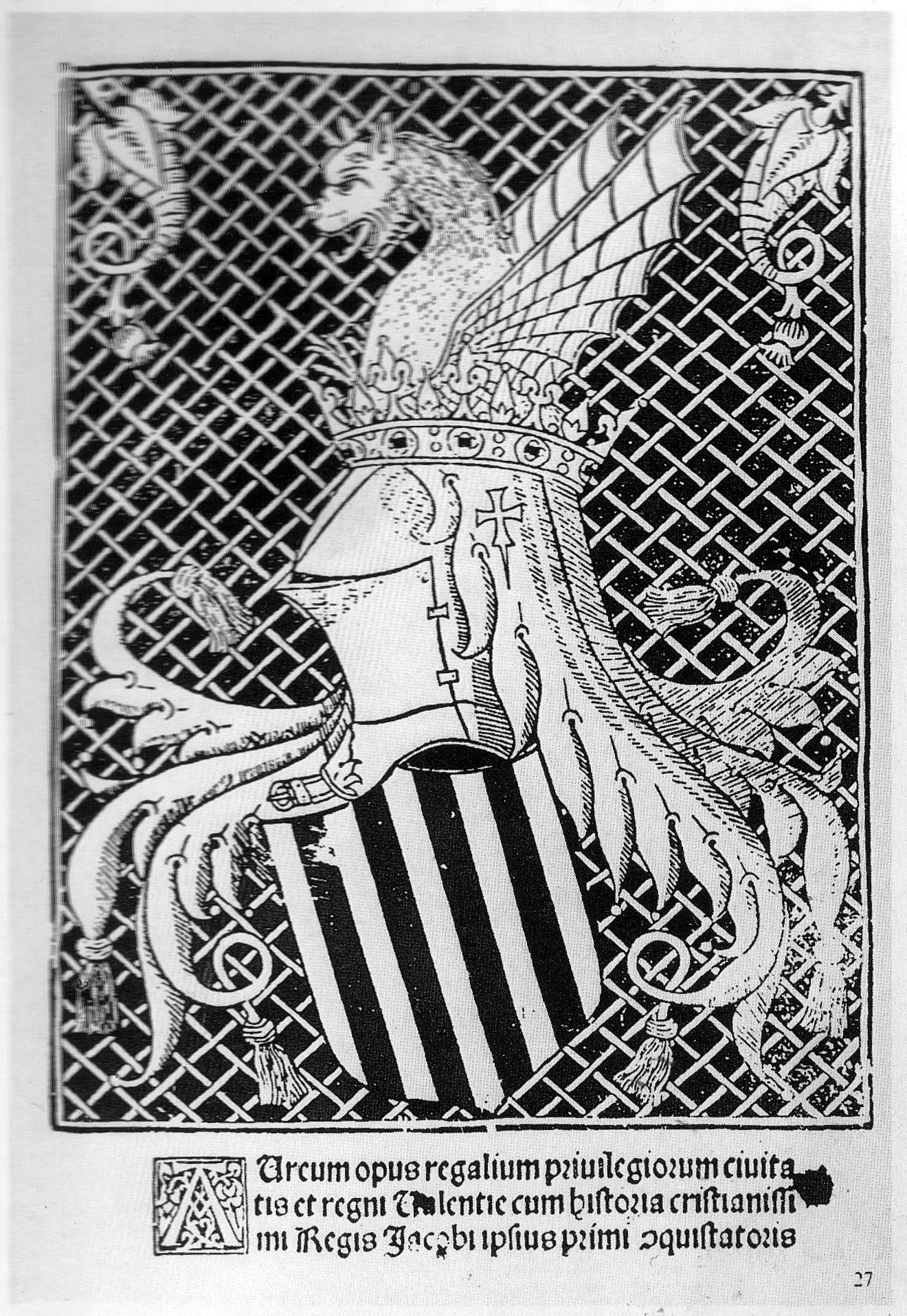
Portail de lAureum Opus (1513), compilation des privilèges octroyés à la ville et au royaume de Valence entre 1236 et 1513.

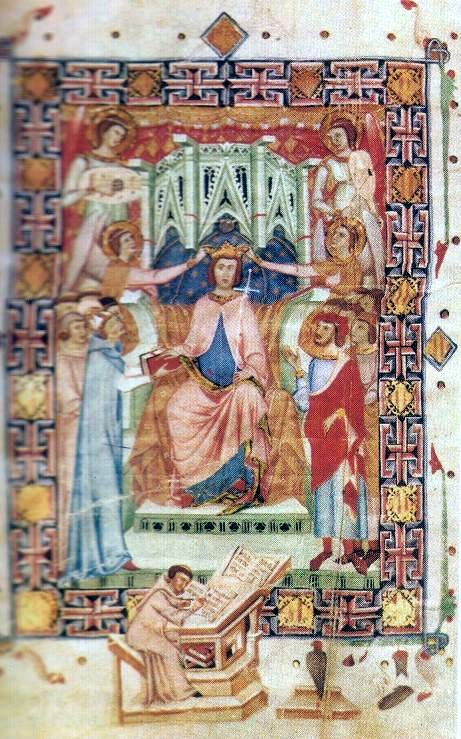
Le premier roi de Majorque et de Valence fut Jacques le Conquérant.

## Antécédents à la création du comté
« L'époque médiévale fut pour l'Europe un temps de convulsions, où deux forces de pouvoirs s'entrechoquaient, le Ciel et la Terre, et deux manières de l'exercer, celle du Pape et celle des rois. Les uns avaient autorité spirituelle et la clef du royaume céleste, les autres, la légitimité de leurs anciens lignages pour régner et gouverner. »
Barcelone avait été une ville wisigothe importante depuis  415, année où Athaulf la déclara capitale du Royaume wisigoth. En 712 elle fut prise par les musulmans et conquise en 801 par les troupes de Louis le Pieux. Après sa conquête, le roi carolingien donna le pouvoir à une série de nobles, entre lesquels le père de Guifred le Velu, Sunifred I, de qui Ramón de Abadal affirme qu'il est le fils d'un hypothétique premier comte Bello de Carcassonne, alors que les autres historiens l'identifient au fils du comte Borrell de Ausona de même nom, suggérant que c'était son gendre.

### Facteurs décisifs

#### Le concile de Troyes de 878
En juin  870, à l'assemblée d'Attigny, Guifred le Velu reçut les honneurs de Charles le Chauve, en tant que comte d'Urgel et Cerdagne, et de son frère Miró pour sa charge comtale du Conflent, pendant que Delá et Sugner II, fils de Sugner I d'Ampurias et du Roussillon, étaient nommés comtes d'Ampurias.
Lors de la rébellion de Bernard de Gothie (comte de Barcelone, du Roussillon, de Narbonne, d'Agde de Béziers, de Maguelone et de Nîmes) contre Charles le Chauve, Guifred le Velu, appuyé par ses frères Miro et Sunifrid, et par le vicomte de Narbonne (du côté de Charles, puis du côté de son fils Louis le Bègue) avancèrent en Septimanie où ils éliminèrent par la force les nobles fidèles à Bernard (comme l’évêque Siguebu de Narbonne) ; expulsant des églises les prêtres qui ne les soutenaient pas. Vers 878, la rébellion de Bernard s'enlisa définitivement.
En août, lors du concile de Troyes présidé par le pape Jean VII et par le roi Louis le Bègue étaient présents les comtes Guifred le Velu (d'Urgell et de Cerdagne), Miro (du Conflent), Sugner II (d'Empurias) et Olibe II de Carcassonne. Plusieurs décisions importantes furent prises tant au niveau politique que religieux. Le 11 septembre 878, Bernard fut déclaré dépossédé de ses titres qui furent répartis : Guifred le velu devint comte de Barcelone, d'Ausona, de Gérone et Bésalu, Narbonne, Béziers, et Agde. Son frère Miro devint comte du Roussillon. Guifred céda l'administration de Bésalu à son frère Radulfe (878 – 920). Sunifrid devint abbé d'Arles et Riculfe évêque d'Elne.

#### Décadence de l’Empire carolingien
Après le concile de Troyes de 878, et suivant la tradition des comtes d’ascendance wisigothique de la marche d'Espagne tant Guifred le Velu que son frère Miró du Roussillon-Conflent et les comtes d'Ampurias Dela et Sugner II maintinrent leur fidélité aux monarques carolingiens Charlemagne et Charles le Gros (885-888), tel que l'atteste une visite à la cour royale en 881 réalisée par les dirigeants et clercs du Gothie, et le précepte octroyé en 886 par Charles le Gros à Théotaire, évêque de Gérone. Cependant, cette loyauté prit, après la mort de Louis le Bègue, un caractère passif. Les comtes de la marche d'Espagne, s'ils ne se rebellèrent jamais contre les rois carolingiens, évitèrent de s'impliquer dans les luttes du royaume.
Les preuves les plus claires de la décomposition de l'Empire carolingien en royaume de France, fut la transmission héréditaire des comtés ; pratique initiée en 895. À la mort de Miro le Vieux, son Comté du Roussillon passa, sans aucune intervention du roi Odon, à Sugner II d'Ampurias et celui du Conflent revint à Guilfré le Velu, comte d'Ausona depuis 885, sans avoir reçu l'investiture royale de ce comté. Ainsi, les rois perdirent leur pouvoir du IXe siècle de nommer et de défaire les comtes. Ces derniers ne se considérèrent plus comme des délégués du pouvoir royal, mais se convertirent en petits souverains de leurs territoires.

### Transmission patrimoniale

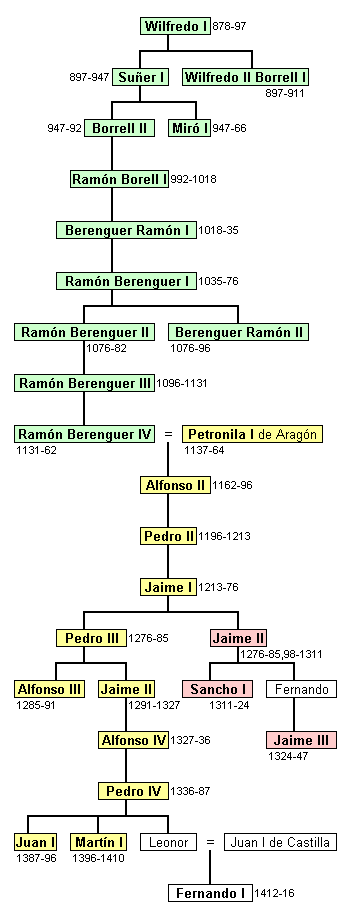
Arbre généalogique des comtes de Barcelone (en vert), des rois de Aragon (en jaune) et du rois de Majorque (en rose) de la maison de Barcelone. Sont incluses les successions des premiers rois Trastámara de la Couronne d'Aragon.

Dans le cas de Barcelone, et contrairement à d'autres fiefs comme Carcassonne, après la mort de Guilfred (897), la succession n'était pas clairement établie. Dans un premier temps, ses fils Guifred Borrell de Barcelone, Miró, Sunifred et Sugner- optèrent pour un gouvernement conjoint de l'ensemble des domaines de leur père sous la présidence de leur frère aîné Guifred Borrell, primus inter pares. Mais rapidement, une fois que chacun des comtes co-gouverneurs eurent une descendance, il fallut abandonner l'idée de cogouvernance ; chaque fils transmit alors individuellement à ses héritiers la partie qui lui revenait. Guilfred Borrel et Sugner eurent le comté de Barcelone, de Gérone et d'Ausona ; Sunifred eut celui d'Urgell ; et Miro ceux de Cerdagne, de Conflent et de Berga. Cette appropriation patrimoniale du territoire, bien que formellement soumise  aux rois francs, n'eut aucune réalité juridique jusqu'au XIIIe siècle, lorsque le Jacques Ier d'Aragon signa avec le roi de France, le traité de Corbeil (1258) qui établissait les droits de succession de chaque roi – France et Aragon – dans leurs territoires respectifs.
Nonobstant, après la crise carolingienne, tous les comtes de Septimanie prirent leur indépendance, cédant leurs comtés en héritage à leurs aînés. Guilfred donna ainsi naissance à la maison de Barcelone, dynastie qui, durant le reste du Moyen Âge, abrita sous sa protection les comtés occitan de Septimanie, jusqu'à la bataille de Muret en 1213, où, précipitamment, toutes les possessions de la maison de Barcelone en Occitanie (sauf la seigneurie de Montpellier) furent conquises lors de la croisade des Albigeois.

### Influence
Les comtes de Barcelone et  rois d'Aragon sont les suzerains des Trencavel et sont établis depuis 1112 dans le Rouergue à Millau. En 1185, les comtes portent secours à Roger Trencavel alors assiégé par le comte de Toulouse dans Carcassonne. En 1241, ils s'allient de nouveau avec les Trencavel associés aux comtes de Toulouse contre le roi de France Louis IX. En février 1182 (nouveau style), Sanche d'Aragon prend possession de Millau.

## De Guilfred le Velu à Ramón Borrell (IXeàXIesiècle)
- Guifred le Velu (?-897)
- Guifred Borrell de Barcelone (874-911)
- Sunyer Ier de Barcelone (890-950)
- Borrell II (946-992)
- Raymond Borrell (972-1017)

## DeBérenger-RaimondIeràRaimond-BérengerIII(XIeetXIIesiècles)
- Bérenger-Raimond Ier le Courbe (1005-1035)
- Raimond-Bérenger Ier le Vieux (1023-1076)
- Raimond-Bérenger II de Barcelone Tête d’Étoupe (1053-1082)
- Bérenger-Raimond II de Barcelone le Fratricide (1053-1097)
- Raimond-Bérenger III de Barcelone le Grand (1082-1131)

Après la révolution féodale de 1020-1060, la suprématie de la maison de Barcelone sur le reste des comtés commença à s'accentuer. Après la révolte des barons, Raimond-Bérenger Ier de Barcelone reçut l'hommage et le jurement de fidélité des comtes de Besalú, Cerdagne, Ampurias et Roussillon, alors que pendant ce temps les comtes d'Urgell continuaient à être fidèles à Barcelone, politique initiée avec le jurement de Armengol II d'Urgell à Berenguer Ramon Ier, reçu en 1018 et en 1026.

### Contexte
Les premiers signaux de désintégration de l'empire Almohade furent évidents pour les rois chrétiens. L'apparition de nouveaux petits royaumes (taïfa) au sein d'Al-Andalus permit une avancée imparable des troupes catalanes et aragonaises, d'abord sur l'Èbre et plus tard, avec la conquête de Valence, de Murcie sur toute la côte méditerranéenne.

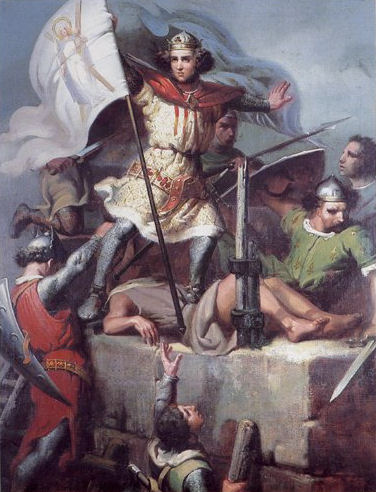
Ramón Berenguer III scellant les armoiries de Barcelone sur le château de Fos-sur-Mer, en Provence), par Marià Fortuny (1856 - 1857), Académie royale catalane des beaux-arts de Sant jordi (en dépôt au palais de la généralité de Catalogne).

### Mariage et descendance
Berenguer Ramon Ier « le Courbe ». En 1021, il se maria avec Sancha, fille de Sancho García, comte de Castille, avec qui il eut deux fils : Ramón Berenguer I (1023) et Sanç. En 1027 se remaria, avec Guisla, fille du veguer de Balsareny. avec elle il eut un fils, Guillermo (1028).
Raimond-Bérenger I de Barcelone « le Vieux ». il se maria trois fois. En premières noces en 1039 avec Isabelle de Nîmes, probablement fille du vicomte Ramon Bernat I de Nîmes, avec qui il eut Pedro Ramón de Barcelone (? -1071), condamné pour l’assassinat de sa belle-mère Almodis, Arnau de Barcelone (?-1045) et Berenguer de Barcelone (?-1045). En 1051 il se maria avec Blanche de Narbonne, fille de Llop Ató Zuberoa et Ermengarda de Narbonne. Elle fut répudiée l'année suivante sans descendance. le 1056 il se maria, en troisièmes noces, avec Almodis de la Marche, fille du comte Bernat I de Razès, avec qui  il eut l'infante Agnès de Barcelone (1056-1071), mariée en 1070 avec le comte Guigues VII d'Albon, Raimond-Bérenger II de Barcelone (1053-1082), Bérenger-Raimond II de Barcelone (1053-1099?), Sança de Barcelone (1076-1095), mariée en secondes noces en 1069 avec Guillermo I de Cerdagne.
Raimond-Bérenger II de Barcelone « Tête d’Étoupe ». Il se maria vers 1075 avec Mafalda d'Apulia (1060-1108), fille de Roberto Guiscardo, Duc d'Apulia et Calabre, (1020-1085), et de son épouse Sikelgarda de Salerne, (1040-?), et frère de Roger Ier de Sicile (1089-1101), tous deux fils de Tancrède de Hauteville et de Fredesinde de Normandie. De ce mariage naquit le futur héritier du comté de Barcelone, Raimond-Bérenger III de Barcelone « le Grand ».
Bérenger-Raimond II de Barcelone, « le Fratricide ». Co-gouverna le comté avec son frère (probablement jumeau) Raimond-Bérenger II jusqu'à sa mort dans des  circonstances mystérieuses en 1082, puis seul dès lors. Après avoir été accusé d'avoir instigué l'assassinat de son frère à partir de 1086, il ne gouverne que par tutelle de son neveu et héritier du trône, le  futur Raimond-Bérenger III, jusqu'à  sa majorité. Sans descendance connue.
Raimond-Bérenger III de Barcelone « le Grand ». En premières noces épousa María, fille du Cid Campeador. Se maria en secondes noces avec Douce de Provence ou de Rouergue, avec qui  il eut en 1108 Bérengère de Barcelone, épouse du roi Alphonse VII de Castille et les frères jumeaux Raimond-Bérenger IV et Bérenger-Raimond de Provence, en 1114.

## Généalogie
```
Guifred le Velu
 (v. 840 † 897), comte de Barcelone
x 
Guinidilde d'Empúries
 
(es)
 (? † 900)
│
├─> 
Guifred
 
II
 Borrell
 (v. 874 † 911), comte de Barcelone
│   x Garsinde
│
├─> 
Miron
 
II
 (878 † 927), comte de Cerdagne et de Besalú
│   x 
Ava de Cerdagne
 
(es)
 (v. 900 † 962)
│   │
│   ├─> 
Sunifred
 
II
 (v. 915 † 968), comte de Cerdagne et de Besalú
│   │
│   ├─> 
Guifred
 
II
 
(es)
 (? † 957), comte de Besalú
│   │
│   ├─> 
Miron
 
III
 Bonfill
 (v. 920 † 984), comte de Cerdagne et de Besalú, évêque de Gérone
│   │
│   └─> 
Oliba Cabreta
 (v. 920 † 990), comte de Cerdagne, de Berga et de Besalú
│       x 1) Ermengarde d'Empúries (v. 900 † 962)
│       x 2) Ingeberge de Besora
│       │
│       ├─1> 
Bernard Taillefer
 (v. 970 † 1020), comte de Besalú et de Ripoll
│       │    x 
Toda de Provence
 
(es)
 (v. 985 † 1052)
│       │    │
│       │    ├─> 
Guillem
 
I
er
 (? † 1052), comte de Besalú
│       │    │   x Adélaïde de Provence
│       │    │   │
│       │    │   ├─> 
Guillem
 
II
 (? † 1066), comte de Besalú
│       │    │   │
│       │    │   ├─> 
Bernard
 
II
 (? † 1111), comte de Besalú
│       │    │   │   x Chimène de Barcelone
│       │    │   │
│       │    │   └─> Adélaïde (? † ?)
│       │    │       x 
Armengol
 
III
 (1032 † 1065), comte d'Urgell
│       │    │
│       │    └─> Constance (? † ?)
│       │        x 
Armengol
 
II
 (1010 † 1039), comte d'Urgell
│       │
│       ├─1> 
Guifred
 
II
 (v. 970 † 1050), comte de Cerdagne
│       │    x Guisla de Pallars
│       │
│       └─1> 
Oliba
 (971 † 1046), comte de Berga et de Ripoll, abbé de Ripoll
│
├─> 
Emma
 
(es)
 (v. 880 † 942), abbesse de Saint-Jean-des-Abbesses
│
├─> 
Radulfe
 
(es)
 (885 † v. 948), abbé de Ripoll
│
├─> 
Sunifred
 
II
 
(es)
 (890 † 948), comte d'Urgell
│   x Adélaïde de Barcelone (928 † 955)
│
├─> 
Suniaire
 
I
er
 (v. 890 † 950), comte de Barcelone
│   x 1) Aimilda
│   x 2) 
Richilde de Toulouse
 
(es)
 (905 † 955)
│   │
│   ├─1> 
Gudinilde
 
(es)
 (915 † 960), comtesse de Quercy
│   │    x Hugo, comte de Quercy
│   │
│   ├─2> 
Ermengol
 
(es)
 (v. 925 † 943), comte d'Ausona
│   │
│   ├─2> 
Miron
 (926 † 966), comte de Barcelone
│   │
│   ├─2> 
Borrell
 
II
 (927 † 993), comte de Barcelone et d'Urgell
│   │    │
│   │    ├─> 
Armengol
 
I
er
 (974 † 1010), comte d'Urgell
│   │    │   x Teutberge de Provence
│   │    │   │
│   │    │   └─> 
Armengol
 
II
 le Pèlerin
 (1010 † 1039), comte d'Urgell
│   │    │       x Constance de Besalú
│   │    │       │
│   │    │       └─> 
Armengol
 
III
 (1032 † 1065), comte d'Urgell
│   │    │           x 1) Adélaïde de Besalú
│   │    │           x 2) Clémence de Bigorre
│   │    │           x 3) 
Sancie d'Aragon
 
(es)
 (v. 1045 † 1097)
│   │    │           │
│   │    │           ├─1> 
Armengol
 
IV
 (1050 † 1092), comte d'Urgell
│   │    │           │    x 1) Lucia de Pallars Sobirà
│   │    │           │    x 2) 
Adélaïde de Forcalquier
 (1050 † 1092)
│   │    │           │    │
│   │    │           │    ├─1> 
Armengol
 
V
 (1078 † 1102), comte d'Urgell
│   │    │           │    │    x 
María Pérez
 
(es)
 (? † 1101)
│   │    │           │    │    │
│   │    │           │    │    ├─> 
Armengol
 
VI
 (1096 † 1154), comte d'Urgell
│   │    │           │    │    ├   x Arsende de Cabrera (? † 1118)
│   │    │           │    │    │   │
│   │    │           │    │    │   └─> 
Armengol
 
VII
 (? † 1184), comte d'Urgell
│   │    │           │    │    │
│   │    │           │    │    ├─> Thérèse, comtesse de Berga et de Cerdagne
│   │    │           │    │    ├   x 
Bernard-Guillaume
 
(es)
 (? † 1118), comte de Berga et de Cerdagne
│   │    │           │    │    │
│   │    │           │    │    └─> Estefanía Armengol
│   │    │           │    │        x 1) 
Fernando García
 (v. 1065 † av. 1135), seigneur de Hita
│   │    │           │    │        x 2) 
Rodrigo González de Lara
 
(es)
 (v. 1078 † 1144)
│   │    │           │    │
│   │    │           │    └─2> 
Guillaume
 
III
 (? † 1129), comte de Forcalquier
│   │    │           │         x Garsende
│   │    │           │         │
│   │    │           │         ├─> 
Guigues
 (? † 1149), comte de Forcalquier
│   │    │           │         │
│   │    │           │         └─> 
Bertrand
 
I
er
 (? † av. 1151), comte de Forcalquier
│   │    │           │             x Josserande de Flotte
│   │    │           │             │
│   │    │           │             ├─> 
Bertrand
 
II
 (1145 † 1207), comte de Forcalquier
│   │    │           │             │   x Cécile de Béziers
│   │    │           │             │
│   │    │           │             ├─> 
Guillaume
 
IV
 (v. 1150 † 1209), comte de Forcalquier
│   │    │           │             │   x Adélaïde de Béziers
│   │    │           │             │   │
│   │    │           │             │   └─> 
Garsende
 (v. 1160 † av. 1193), comtesse de Forcalquier
│   │    │           │             │       x 
Rainon
 
III
 de Sabran
, seigneur du Caylar
│   │    │           │             │
│   │    │           │             └─> Azalaïs (? † av. 1152), vicomtesse de Lautrec
│   │    │           │                 x 
Sicard
 
IV
 le Vieux
 (1100 † 1158), vicomte de Lautrec
│   │    │           │
│   │    │           └─1> 
Isabelle
 (v. 1048 † v. 1085), reine d'Aragon, comtesse de Cerdagne
│   │    │                x 1) 
Sanche
 
I
er
 (v. 1043 † 1094), roi d'Aragon
│   │    │                x 2) 
Guillaume-Raymond
 (1068 † 1085), comte de Cerdagne
│   │    │
│   │    └─> 
Richilde
 
(es)
 (? † v. 1041), vicomtesse de Barcelone
│   │        x 
Udalardo
 
I
er
 
(es)
 (905 † 955), vicomte de Barcelone
│   │
│   └─2> Adélaïde (928 † 955)
│        x 
Sunifred
 
II
 
(es)
 (890 † 948), comte d'Urgell
│
├─> 
Richilde
 
(es)
 (? † ?)
│
└─> Guinidilde (? † 923)
    x 
Raymond
 
II
, comte de Toulouse
```